# Zisterzienserinnenabtei Marquette

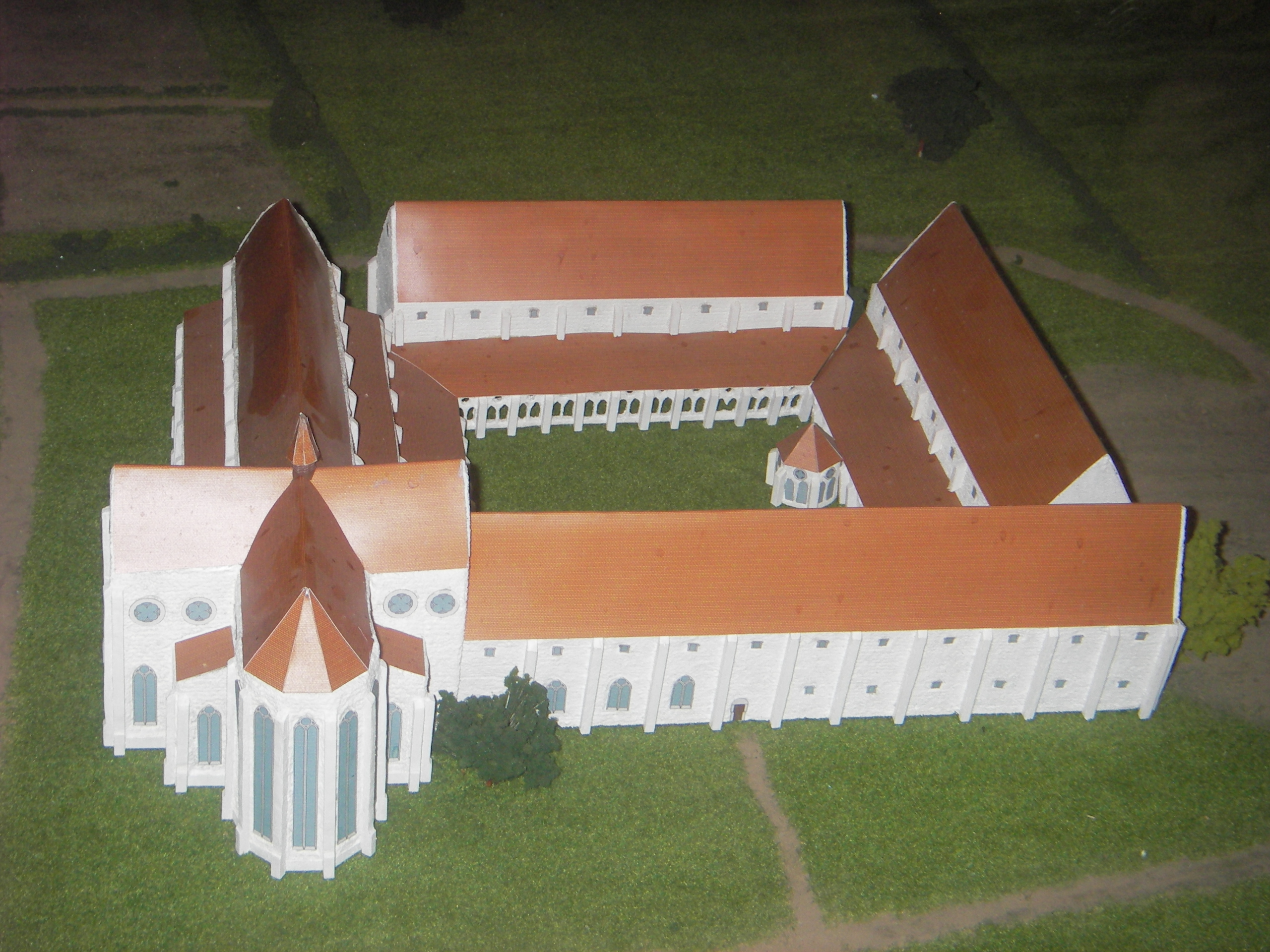
Modell der Zisterzienserinnenabtei Marquette im 13. Jahrhundert

Die Zisterzienserinnenabtei Marquette war von 1226 bis 1791 ein Kloster der Zisterzienserinnen in Marquette-lez-Lille, Département Nord, in Frankreich.

## Geschichte
Johanna von Flandern, Tochter Kaiser Balduins von Konstantinopel und Ehefrau Ferdinands von Portugal, stiftete das Kloster 1226 (in Marcq-en-Barœul, ab 1236 in Marquette, am Ufer der Deûle) und wurde 1244 in der Abtei beigesetzt. 1791 kam es durch die Französische Revolution zur Zerstörung und zum Abtragen der Gebäude, später zur Nutzung als Industriegelände. Erst mit Ende der industriellen Aktivität in jüngster Zeit wurde die Abtei, die als eine der größten Frankreichs gelten konnte, ab 2003 archäologisch aufgearbeitet und 2005 als historisches Denkmal in die Denkmalschutzliste des französischen Kulturministeriums eingetragen. 
Marquette  gehört zu einer Gruppe von 13 Zisterzienserinnenklöstern (Beaupré, Blendecques, Bonham, La Brayelle, Flines, Fontenelles, Marquette, Les Prés, Ravensberg, Le Verger, Le Vivier, La Woestyne), die um 1200  innerhalb kurzer Zeit und auf engem Raum privat gestiftet wurden und der nur fünf Zisterzienserklöster (Cercamp, Clairmarais, Longvillers, Loos und Vaucelles) gegenüberstehen.
Berühmt ist die 1270 entstandene Bibel von Marquette, ein Geschenk Philipps III. von Burgund. Sie befindet sich im J. Paul Getty Museum in Los Angeles.